# گریت سنورینگ
گریت سنورینگ (به انگلیسی: Great Snoring) یک روستا و محله مدنی در بریتانیا است که در North Norfolk واقع شده‌است. گریت سنورینگ ۶٫۸۵ کیلومتر مربع مساحت و ۱۴۳ نفر جمعیت دارد.